# Privlaka (Slawonien)

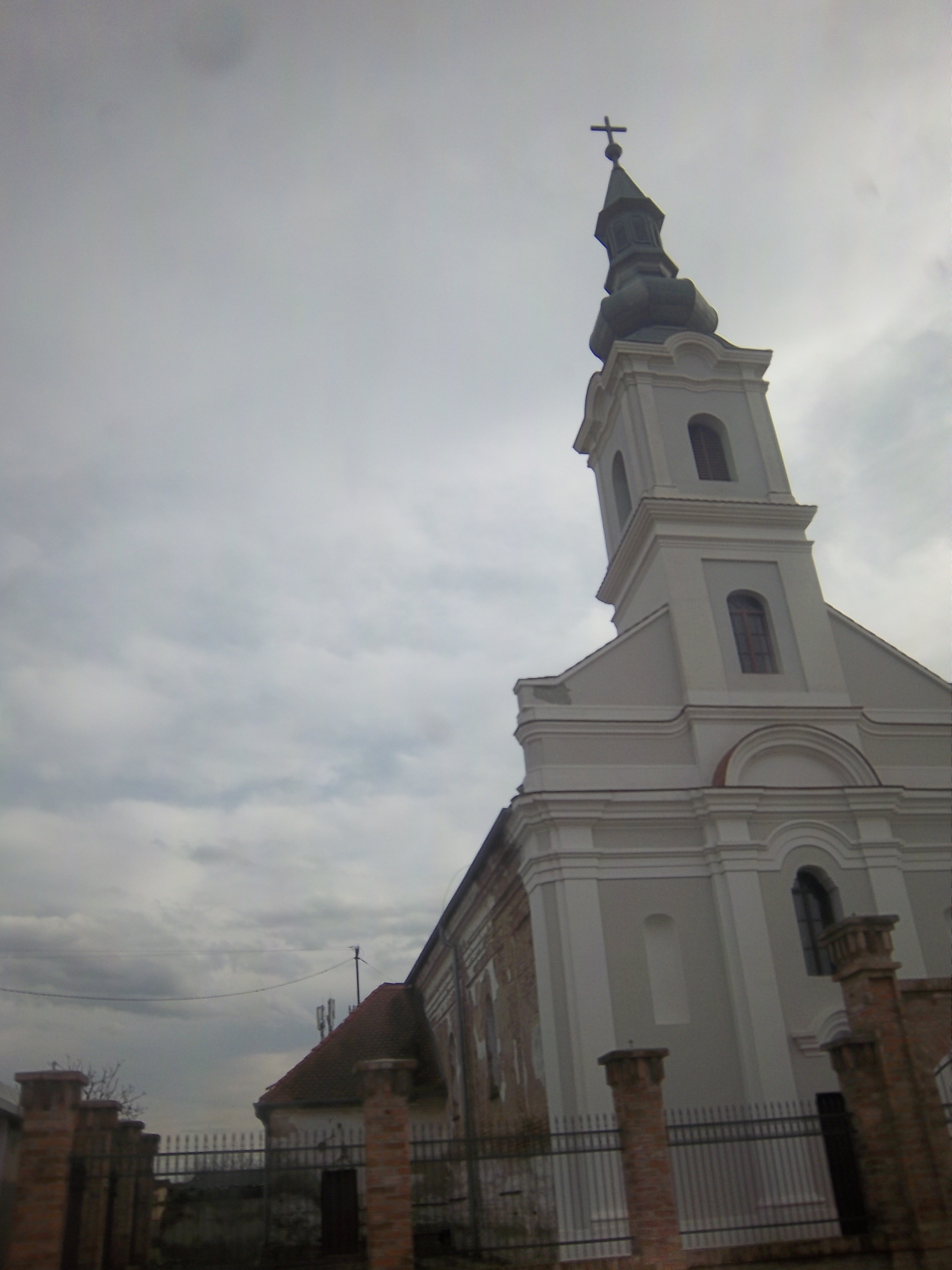

Privlaka ist ein Dorf in der kroatischen Gespanschaft Vukovar-Syrmien und Sitz der gleichnamigen Gemeinde.

## Geographie

### Lage
Privlaka befindet sich in Westsyrmien zwischen den Städten Vinkovci und Otok. Der Ort liegt in der Nähe des Flusses Bosut.

### Nachbargemeinden
Nachbargemeinden von Privlaka sind die Städte Otok und Vinkovci.
Bevor Privlaka am 15. Mai 1993 eine unabhängige Gemeinde wurde gehörte sie den Städten Otok und Vinkovci an, deren erster Bürgermeister war Mato Mutavčić.
Der heutige Bürgermeister ist Darko Galić.

## Geschichte
Für die Mittlere Bronzezeit Ostslawoniens sind die Fundstellen an der Gradina neben Privlaka am wichtigsten.
Privlaka entwickelte sich zur Zeit der osmanischen Herrschaft. Nach der Schlacht bei Mohács ging die Einwohnerzahl zurück, aber durch den Anschluss mehrerer kleinerer Siedlungen entstand das neue Dorf Privlaka. Im Süden befand sich Fališevci, das im 18. Jahrhundert mit Privlaka zusammenwuchs. Nach dem Ende der türkischen Herrschaft gehörte Privlaka zur Pfarrei Otok.
Die erste Holzkirche in Privlaka wurde 1729 erbaut und dem Heiligen Kreuz gewidmet, doch 1759 wurde sie dem heiligen Martin gewidmet, wie es bis heute der Fall ist. Die heutige „alte Kirche“ wurde 1782 erbaut, und die heutige „neue Kirche“ wurde 1978 fertiggestellt. Am 14. Oktober 2007 wurde die Kirche von dem Bischof Marin Srakić geweiht.
Die Grundschule wurde 1830 gegründet. Später wurde das neue Gebäude erbaut, das den Namen Antun Tonković trug, aber heute ist die Grundschule unter dem Namen Stjepan Antolović bekannt.
Bis zur Abschaffung der Militärgrenze lebten die Einwohner in Genossenschaft mit etwa 50 Mitgliedern, aber zu dieser Zeit beginnt der Verfall der Genossenschaften.

### Religionen
Im 20. Jahrhundert gab es in Privlaka mehrere Pfarrer: Franjo Anaković von 1900 bis 1910, Drago Lukinac 1911, danach Stjepan Dragašević von 1911 bis 1929, Mate Pavić von 1929 bis 1948, Kazimir Kelić von 1948 bis 1961, der vorletzter war, Vinko Hajduh, von 1961 bis 2003, der letzte Pfarrer war Vinko Brezovar und der heutiger Pfarrer ist Vladimir Delić.
99 % der Einwohner sind Katholiken.

### Einwohnerentwicklung
Die erste Volkszählung in Privlaka war 1716. Nach der Abschaffung der Militärgrenze,  zählte Privlaka 1680 Einwohner und beim Beitritt Kroatiens zu Ex-Jugoslawien 1800 Einwohner. Bei der neuesten Zählung aus dem Jahre 2011 hatte Privlaka 2954 Einwohner. Davon waren 1850 Einwohner männlich und 1926 weiblich. 98 Prozent sind Kroaten.

## Kultur und Sehenswürdigkeiten
Die Tradition spielt eine große Rolle in Privlaka. Der Kulturverein in Privlaka wirkt von 1923 zunächst unter dem Namen „Seljačka Sloga“ und ändert dann 1974 den Namen in Ivan Domac. Er wirkt in mehreren Abteilungen: Volkstanzgruppen für Erwachsene und Kinder.

### Sport
Es gibt mehrere Sportvereine: den Fußballverein „Mladost“ und den Handballverein „Privlaka“. Der Fußballverein wurde 1927 gegründet. Der derzeitige Trainer heißt Božo Babić und sie trainieren auf ihrem eigenen Fußballplatz. Sie feierten mehrere große Erfolge und befanden sich sogar auf dem 1. Platz der 2. Gespanschaftsliga (Županijska liga). Der Handballverein wurde 1980 gegründet und hat 30 Mitglieder. Der derzeitige Trainer ist Franjo Minga.  Der größte Erfolg der Senioren war die Teilnahme an der 2. Kroatischen Liga.

## Wirtschaft und Infrastruktur
Privlaka ist von Ackerland und Wäldern umgeben. Die wichtigsten wirtschaftlichen Grundlagen sind der Ackerbau, Viehzucht, Bauwesen und Handel.
Auf die Wälder entfällt eine Fläche von 1400 Hektar, während das Ackerland 3600 Hektar ausmacht, das maximal bearbeitet wird. Am meisten werden Weizen und Mais angebaut.